# Himantopus melanurus
Himantopus melanurus és un camallarga, per tant un ocell de la família dels recurviròstrids (Recurvirostridae) que habita aiguamolls i estanys des de l'est del Perú, centre i sud de Bolívia, el Paraguai, Uruguai i sud-est del Brasil cap al sud fins a la zona de  Río Negro a l'Argentina i el nord de Xile. És considerat per alguns autors una subespècie del camallarga comú.